# John McCauley
John McCauley, kanadski hokejski sodnik, * 18. marec 1899, † 3. februar 1989.
McCauley je deloval kot sodnik v ligi NHL, dokler ni bil maja 1981 prisiljen prenehati s sodniško kariero zaradi poškodbe očesa. Po koncu sodniške kariere mu je bilo dodeljeno mesto pomočnika direktorja sojenja. Leta 1986 je postal drugi direktor sojenja v zgodovini lige NHL, funkcijo je opravljal do smrti. Umrl je leta 1989 zaradi kirurških zapletov.
Tudi njegov sin Wes McCauley je postal hokejski sodnik v ligi NHL.
| Predhodnik: Wally Harris | Direktor sojenja (NHL) 1986–1989 | Naslednik: Bryan Lewis |